# Святослав Мстиславич (князь червенский)
Святосла́в Мстисла́вич (ум.1172 или 1193)— князь червенский или берестейский. Второй сын Мстислава Изяславича волынского и киевского.
В 1171 году бежавший из Галича после ссоры с отцом Владимир Ярославич бежал на Волынь и просил у Святослава Червен. Вероятно, из этого историками делается тот вывод, что

У Мстислава было четыре сына: Роман утверждается во Владимире, Всеволода видим в Бельзе, Святослава и Владимира — в Червне и Берестье.

Однако, если же Святослав действительно был вторым сыном Мстислава, то именно ему должен был принадлежать Белз, и тогда переговоры о передаче Владимиру Ярославичу Червна имеют основания.